# 樋笠一夫
樋笠 一夫（ひがさ かずお、1920年3月20日 - 2007年6月17日）は、香川県坂出市出身の元プロ野球選手（外野手）・コーチ。
日本プロ野球史上初めて「代打逆転満塁サヨナラ本塁打」を打った選手として知られる。

## 経歴
旧制高松中学時代に1934年夏の甲子園に出場してベスト8まで進出するが、準々決勝で川上哲治を擁する熊本工に敗れた。中学卒業後は陸軍騎兵学校へ進んで職業軍人の道を歩み、陸軍大尉まで昇進。戦時中は南方方面の輸送指揮官としてタイ・バンコクまで軍馬200頭を輸送し、戦後は広島鉄道局・三井鉱山美唄でプレー。その後は地元・香川の尽誠学園高校で監督を務める一方、社会・体育・珠算の教師も務めた。
1949年暮れに、広島カープ初代監督・石本秀一の命を受けた樋笠より2学年上の中山正嘉の勧誘を受ける。中山の「俺は32歳になるが、今度広島に出来る球団に入る。男は30歳で勝負だ」との言葉に動かされ、1950年に広島へ契約金25万円、給料25,000円で入団する。新人ながらクリーンナップを打ち、打率こそ.219ながら、ベストナインを獲得した白石勝巳を1本上回る21本塁打に72打点でチーム二冠王となった。1959年に大和田明が23本打つまで本塁打記録は破られなかったが、8月23日の国鉄戦（松山）では後年の奪三振王・金田正一にとってプロ入り初となる三振を献上している。
当初は1年契約であったが、球団は樋笠の活躍を評価して契約更改第1号に指名。給料の倍増を伝えてきたが、給料が遅配続きの球団経営と30歳という年齢から野球に見切りをつけて広島を退団。地元の坂出に戻って友人と「樋笠しょうゆ製造業」の経営を始めるが、読売ジャイアンツから熱心な勧誘を受け、1951年6月に入団。この時、広島で地元ファンから「四番打者が広島を見捨てるのか」という反発が起きたことから、巨人は見返りとして石本の秘蔵っ子であった山川武範を広島にトレードした。
移籍後初出場となった同19日の名古屋戦（後楽園）では与那嶺要と共にファンに入団挨拶したが、その直後の試合で代打で登場し、エース杉下茂からいきなり本塁打を放った。当時の巨人外野陣は青田昇・与那嶺・南村侑広らで充実していたことから、樋笠は控えに回ることが多く、やがて代打の切り札として存在感を高めていく。1952年には代打として31回起用され、26打数9安打の打率.346でリーグトップの代打成功率を収めている。それでも、1953年に青田が大洋に移籍すると、若い岩本尭とレギュラーを争って外野手として100試合近くの出場を果たす。1953年は12本、1954年は11本と2年連続で2桁本塁打を記録し、その後は再び代打での出場が主となった。
1956年3月25日の中日戦（後楽園）で巨人は中日の先発大矢根博臣から9安打を放ちながら無失点に抑えられ、杉山悟の本塁打などで0-3とされ、迎えた9回裏、無死一、二塁として中日は杉下をリリーフに送る。広岡達朗のダブルプレーと思われた当たりを野手がファンブルして満塁とし、続く藤尾茂が三振に倒れ、1死満塁となった場面で、打席に投手の義原武敏の場面で水原茂監督は代打に樋笠を送った。「杉下は必ず直球で勝負する」と読んでいた樋笠は、第3球目の内角高めのストレートを左中間スタンドへ、日本プロ野球史上初となる「代打逆転サヨナラ満塁本塁打」を放った。ホームイン後に樋笠はナインから胴上げされ、劇的な勝利に興奮した水原が頬にキスするシーンもあった。スコアは4-3であったが、当日の試合前から樋笠は杉下との対戦を予想し、杉下に球質が似ていたチームメイトの別所毅彦・大友工の投球練習のブルペン捕手を買って出て、その球質を熱心に観察していたという。これを記念して3月25日は「ドラマチックデー」に定められている。その後、日本プロ野球では樋笠を含めて8例の「代打逆転サヨナラ満塁本塁打」を記録しているが、このうち3点差をひっくり返したいわゆる「釣り銭無し」は他には2001年の北川博敏と藤井康雄がいる。さらに4月22日の大阪戦（後楽園）では小山正明からシーズン2本目となる代打サヨナラ本塁打を打っているが、この年の本塁打はこの2本に留まり、1957年に現役を引退。
引退後は、巨人二軍コーチ（1958年）、ヤシカ監督（1959年）を経て、巨人時代の同僚であった千葉茂監督に請われて近鉄バファロー一軍打撃コーチ（1960年 - 1961年）→寮長を務めた。その間に浪速短期大学広報マスコミ課を受講し、近鉄退団後は球界を離れて巨人球団代表・橋本道淳の紹介で第一広告社に入社。校正部長などを歴任し、1975年に定年退職するまで勤務。1977年には東京都中央区月島のイヌイ運送に入社して総務、業務部長、常務取締役を歴任し、1988年退職。得意先に出向くと必ず「あのホームラン」の話が出て、商談がスムーズに進んだという。1986年に夫人を亡くし、晩年は兵庫県西宮市で一人暮らししていたが、広田地区五月会の老人ホームカラオケ部会の指導委員として社会福祉に貢献した。
2007年6月17日死去。87歳没。

## 選手としての特徴
代打の準備として、以下の取り組みを行っていたという。
- 試合中にベンチに腰を下ろすことなく、打席と同じような視線をつくるため立ったまま試合を見て、鏡の前で素振りをして出番に備えていた。
- ネクストバッターズサークルでは、必ず右膝のみ地面に突いて、投球のタイミングを計るために左膝は立てていた[15]。
- チェンジ（攻守交代）の際、小石を拾う振りをして本塁付近まで出て行き、相手投手の投球のスピードを横目で測定した[15]。
- 相手チームのブルペンを観察して、そこで投げている投手が登板してきたら初球にどの球種を投げてくるか推理した[15]。

## 人物
- 伝統的な服装を好み、ユニフォームのズボンの下は褌一丁で、代打逆転サヨナラ満塁本塁打を打った際も、褌を着用していた[16]。また、丹前を着込んで、30cmもあるキセルに紙巻きたばこを差して、悠々と多摩川の土手を散歩していた[17][18]。
- 「何事も積極的であれば道は開かれる」を身上とした。1954年のアメリカ遠征で、チームメイトたちは英語を話せる与那嶺要を道案内に集団でストリップ小屋に繰り出したところ、樋笠は英語も話せず地理も不案内な中を一人で乗り込んで齧り付きで鑑賞しており、チームメイトはみなその行動力に驚いた[18]。
- 1951年頃、住宅事情が悪く妻帯者も巨人の合宿所に居住しており、樋笠の隣の部屋に楠協郎が住んでいた。楠は男前だったため夫人がヤキモチを焼いて、楠の帰宅が30分も遅れようものなら、必ず騒ぎが持ち上がっていた。壁一枚しか隔てていない樋笠の部屋にその騒ぎは筒抜けだったため、騒ぎを聞きつけるたびに、樋笠は楠の部屋に現れ「あんたらは夫婦をなんだと思っているんだ。亭主の帰りが30分遅いからといって、泣きわめく女房がどこにいる」などと、夫婦に説教をしていた[19]。

## 詳細情報

### 年度別打撃成績
| 年 度     | 球 団     | 試 合 | 打 席 | 打 数 | 得 点 | 安 打 | 二 塁 打 | 三 塁 打 | 本 塁 打 | 塁 打 | 打 点 | 盗 塁 | 盗 塁 死 | 犠 打 | 犠 飛 | 四 球 | 敬 遠 | 死 球 | 三 振 | 併 殺 打 | 打 率 | 出 塁 率 | 長 打 率 | O P S |
| --------- | --------- | ----- | ----- | ----- | ----- | ----- | -------- | -------- | -------- | ----- | ----- | ----- | -------- | ----- | ----- | ----- | ----- | ----- | ----- | -------- | ----- | -------- | -------- | ----- |
| 1950      | 広島      | 133   | 551   | 494   | 61    | 108   | 17       | 5        | 21       | 198   | 72    | 10    | 8        | 1     | --    | 54    | --    | 2     | 52    | 19       | .219  | .298     | .401     | .699  |
| 1951      | 巨人      | 31    | 55    | 46    | 12    | 17    | 3        | 0        | 3        | 29    | 8     | 1     | 4        | 1     | --    | 8     | --    | 0     | 6     | 0        | .370  | .463     | .630     | 1.093 |
| 1952      | 巨人      | 47    | 79    | 69    | 9     | 16    | 3        | 1        | 3        | 30    | 13    | 3     | 0        | 1     | --    | 9     | --    | 0     | 13    | 2        | .232  | .321     | .435     | .756  |
| 1953      | 巨人      | 96    | 311   | 270   | 45    | 69    | 12       | 0        | 12       | 117   | 42    | 5     | 5        | 0     | --    | 41    | --    | 0     | 39    | 5        | .256  | .354     | .433     | .787  |
| 1954      | 巨人      | 92    | 296   | 254   | 33    | 54    | 7        | 0        | 11       | 94    | 32    | 4     | 2        | 1     | 2     | 38    | --    | 1     | 44    | 10       | .213  | .315     | .370     | .685  |
| 1955      | 巨人      | 69    | 184   | 169   | 13    | 38    | 5        | 2        | 2        | 53    | 20    | 2     | 1        | 2     | 1     | 12    | 0     | 0     | 25    | 9        | .225  | .275     | .314     | .589  |
| 1956      | 巨人      | 61    | 53    | 49    | 8     | 9     | 0        | 0        | 2        | 15    | 7     | 0     | 1        | 0     | 0     | 4     | 0     | 0     | 14    | 1        | .184  | .245     | .306     | .551  |
| 1957      | 巨人      | 19    | 28    | 25    | 0     | 4     | 1        | 0        | 0        | 5     | 0     | 0     | 2        | 1     | 0     | 2     | 0     | 0     | 6     | 1        | .160  | .222     | .200     | .422  |
| 通算：8年 | 通算：8年 | 548   | 1557  | 1376  | 181   | 315   | 48       | 8        | 54       | 541   | 194   | 25    | 23       | 7     | 3     | 168   | 0     | 3     | 199   | 47       | .229  | .314     | .393     | .707  |

### 記録
- 代打満塁逆転つり銭なしサヨナラ本塁打：1956年3月25日、対中日ドラゴンズ戦（後楽園球場） ※史上初[8]

### 背番号
- 10 （1950年）
- 24 （1951年 - 1957年）
- 40 （1960年 - 1961年）